# Andy Grabner
Andy Grabner (* 25. September 1974 in Carlsfeld) ist ein deutscher Kommunalpolitiker (CDU). Er ist seit Juli 2021 Landrat des Landkreises Anhalt-Bitterfeld.

## Leben
Grabner wuchs in Sandersdorf-Brehna auf und absolvierte nach dem Abitur 1993 am Europa-Gymnasium Walter Rathenau zunächst den Grundwehrdienst bei der Bundeswehr. 1994 nahm er ein Studium an der Fachhochschule Harz in Halberstadt auf, das er 1997 als Diplom-Verwaltungswirt (FH) abschloss. Von 1998 bis 2008 war er Hauptamtsleiter der Gemeinde Sandersdorf. 1999 wurde ihm die Funktion des stellvertretenden Bürgermeisters übertragen. 
Grabner ist verheiratet und hat zwei Söhne. Er lebt mit seiner Familie in Sandersdorf-Brehna.
Er ist Mitglied in mehreren Vereinen, unter anderem beim Weißen Ring.

## Politische Laufbahn
Grabner trat 1997 in die CDU ein. Seit 2008 ist er Vorsitzender des CDU-Ortsverbandes Sandersdorf. Von 2004 bis 2007 war er Mitglied des Kreistages Bitterfeld und von 2007 bis 2021 Mitglied des Kreistages Anhalt-Bitterfeld. Von 2009 bis Juli 2021 war er Bürgermeister der gemeinsamen Stadt Sandersdorf-Brehna, die aus dem Zusammenschluss der Verwaltungsgemeinschaft Sandersdorf mit den bis dato selbstständigen Gemeinden Glebitzsch, Petersroda, Brehna und Roitzsch entstand. Er wurde 2008 im ersten Wahlgang mit 79 Prozent der Stimmen ins Amt gewählt und 2015 als einziger Bewerber im Amt bestätigt.
Im Herbst 2020 entschloss Grabner sich zu einer Kandidatur für das Landratsamt im Landkreis Anhalt-Bitterfeld und im Dezember 2020 wurde er vom CDU-Kreisverband als Kandidat nominiert. Bei der Landratswahl am 6. Juni 2021 setzte er sich gegen die Kandidaten Swen Knöchel (Die Linke) und Volker Olenicak (AfD) durch; er wurde mit 57,42 Prozent der Stimmen zum Landrat des Landkreises Anhalt-Bitterfeld gewählt und trat das Amt am 12. Juli 2021 an.